# John Galt
John Galt je klíčová postava románu Atlasova vzpoura (1957) od Ayn Randové. Je to inženýr a vlastně zároveň také filosof. V pojetí autorky je to ztělesněný ideál člověka, pro kterého je vlastní „Já“ na předním místě a jen díky kultivaci své osobnosti a sebeuvědomění pak může pomáhat druhým. Velmi často citovaným úryvkem je pak tak zvaná Galtova přísaha:
„Přísahám při svém životě a lásce k němu, že nikdy nebudu žít pro druhého člověka, ani žádat aby on žil pro mne.“
Po lopatě řečeno v kontextu aktuálního chápání většinové společnosti: nejdřív se postarám o sebe, abych žil hodnotný život, který má smysl. A pokud budu mít sílu, energii, čas či finance, mohu se svobodně rozhodnout o své vlastní vůli a podat pomocnou ruku druhým, kteří jsou ve skutečné nouzi a má pomoc jim pomůže se z jejich ponížení, utlačení či znevýhodnění dostat. Filosofie objektivismu, kterou vyznává John Galt, neuznává aktuální pojetí altruismu.
I když se jedná o hlavní postavu, tak se objeví na scéně až ve třetí části knihy. V prvních dvou částech je jen předmětem častých otázek mezi lidmi, a to především v okamžicích, když si neví rady: Kdo je John Galt?

## „Kdo je John Galt?“

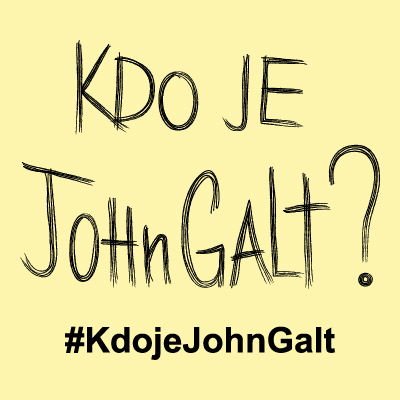
Kdo je John Galt?

První věta knihy Atlasova vzpoura „Kdo je John Galt?“, je synonymem pro vyjádření bezmocnosti a zoufalství ze stavu světa. Klíčová postava románu, manažerka Dagny Taggart, vyslechne mnoho legend o Galtovi, než ho skutečně najde. V jedné legendě Galt hledá ztracený ostrov Atlantis, v jiné se objevuje Fontána mládí. Poté, co se „náhodně“ přimotá do Galtova myšlenkového okruhu přátel zjistí, že všechny ty příběhy mají v sobě zrnko pravdy. Pojmenuje rekonstruovanou ekonomicky důležitou vedlejší trať do průmyslově se rozvíjejícího státu Colorado jako „Trať Johna Galta“, což šokuje mnoho lidí. Když se zeptají: „Kdo je John Galt?“, odpoví: „My!“

## Postava Johna Galta
Postava Johna Galta v románu ztělesňuje ideál inteligentního, pracovitého, vytrvalého, odvážného a morálního člověka. Představuje protiklad k pokryteckým kolektivistickým ideologiím, které dle názoru autorky ničí společnost a jsou založené na závisti a nadvládě neúspěšných a neschopných.
Galt je syn automechanika z Ohia, který na fiktivní Univerzitě Patricka Henryho vystuduje fyziku a filozofii. Přitom se seznámí s Franciscem d'Anconiou a Ragnarem Danneskjöldem, kteří se stanou jeho dvěma nejbližšími přáteli. Po studiu pracuje jako konstruktér ve společnosti Twentieth Century Motor Company, kde navrhne nový revoluční motor poháněný statickou elektřinou. Když majitel firmy zemře a jeho dědicové řídí továrnu podle kolektivistického hesla "Každý podle svých schopností, každému podle jeho potřeb", Galt tam odmítne dále pracovat a svůj vynález opustí. Galt poté tajně organizuje stávku tvůrčích vůdců světa - podnikatelů, vynálezců, umělců - ve snaze "zastavit motor světa" a způsobit kolaps byrokratické společnosti.
Ve svém rozhlasovém projevu Galt shrnuje základní filosofické myšlenky objektivismu, který zastávala Ayn Randová.
Postava Johna Galta je porovnávána s podobnými literárními hrdiny jako je Prométheus nebo Kapitán Nemo.